# Ratchet & Clank (serie)
Ratchet & Clank (ラチェット＆クランク, Rachetto & Kuranku en Japón; Ratchet y Clank en español) es una serie de videojuegos de acción y aventura, plataformas y disparos en tercera persona creados y desarrollados por Insomniac Games y publicados por Sony Interactive Entertainment para consolas PlayStation, como PlayStation 2, PlayStation 3, PlayStation 4 y PlayStation 5, con excepción de Size Matters y Secret Agent Clank, ambos desarrollados por High Impact Games para PlayStation Portable. La serie era exclusiva de las plataformas Sony hasta que Rift Apart recibió un puerto de Windows en 2023. En 2016 se lanzó una adaptación cinematográfica animada.
Los protagonistas son Ratchet, un mecánico lombax, amante de la acción y las aventuras, y Clank, un pequeño pero inteligente robot que Ratchet lleva acoplado a la espalda en sus aventuras. El jugador controla principalmente a Ratchet, mientras que Clank es utilizado directamente con menos frecuencia. La temática general del juego es la de ambos viajando por varios planetas ayudando en lo posible y reuniendo armas y artilugios con los que seguir avanzando y resolver el conflicto principal de cada videojuego.
Actualmente han sido lanzados 14 títulos, seis para PlayStation 2, dos de los cuales también para PSP, otros seis para PlayStation 3, uno para PlayStation 4 y uno para PlayStation 5. Existe también un recopilatorio para PlayStation 3 y PlayStation Vita titulado The Ratchet & Clank Trilogy HD, que engloba la trilogía original aparecida en PlayStation 2 optimizados en alta definición y con soporte en línea. Del mismo modo, también se encuentra disponible el título Ratchet: Gladiator HD exclusivamente para PlayStation Network de PlayStation 3, una adaptación en alta definición del clásico título de PlayStation 2.
En el certamen E3 2014 de Los Ángeles se anunció una reinterpretación del primer título, Ratchet & Clank (original de PS2) para la consola PlayStation 4.
Por otro lado, existe también una película de animación digital basada en la franquicia, titulada simplemente Ratchet & Clank, que cuenta la historia del juego original algo modificada y cuyo estreno fue el 23 de abril de 2016 en América. La saga lleva actualmente unas ventas totales de 26 millones de copias vendidas.

## Juegos
| Año  | Título                                     | Desarrollador        | Plataforma | Plataforma | Plataforma | Plataforma | Plataforma | Plataforma | Plataforma     | Plataforma | Plataforma | Plataforma |
| Año  | Título                                     | Desarrollador        | Sony       | Sony       | Sony       | Sony       | Sony       | Sony       | Otros          | Otros      | Otros      | Otros      |
| Año  | Título                                     | Desarrollador        | PS2        | PSP        | PS3        | PSVita     | PS4        | PS5        | Teléfono móvil | IOS        | Android    | PC         |
| ---- | ------------------------------------------ | -------------------- | ---------- | ---------- | ---------- | ---------- | ---------- | ---------- | -------------- | ---------- | ---------- | ---------- |
| 2002 | Ratchet & Clank                            | Insomniac Games      |            |            |            |            |            |            |                |            |            |            |
| 2003 | Ratchet & Clank 2: Totalmente a tope       | Insomniac Games      |            |            |            |            |            |            |                |            |            |            |
| 2004 | Ratchet & Clank 3                          | Insomniac Games      |            |            |            |            |            |            |                |            |            |            |
| 2005 | Ratchet & Clank: Going Mobile              | Handheld Games       |            |            |            |            |            |            |                |            |            |            |
| 2005 | Ratchet: Gladiator                         | Insomniac Games      |            |            |            |            |            |            |                |            |            |            |
| 2007 | Ratchet & Clank: El tamaño importa         | High Impact Games    |            |            |            |            |            |            |                |            |            |            |
| 2008 | Ratchet & Clank: El tamaño importa         | High Impact Games    |            |            |            |            |            |            |                |            |            |            |
| 2024 | Ratchet & Clank: El tamaño importa         | High Impact Games    |            |            |            |            |            |            |                |            |            |            |
| 2007 | Ratchet & Clank: Armados hasta los dientes | Insomniac Games      |            |            |            |            |            |            |                |            |            |            |
| 2008 | Clank: Agente Secreto                      | High Impact Games    |            |            |            |            |            |            |                |            |            |            |
| 2009 | Clank: Agente Secreto                      | Sanzaru Games        |            |            |            |            |            |            |                |            |            |            |
| 2024 | Clank: Agente Secreto                      | Sanzaru Games        |            |            |            |            |            |            |                |            |            |            |
| 2008 | Ratchet & Clank: En busca del tesoro       | Insomniac Games      |            |            |            |            |            |            |                |            |            |            |
| 2009 | Ratchet & Clank: Atrapados en el tiempo    | Insomniac Games      |            |            |            |            |            |            |                |            |            |            |
| 2011 | Ratchet & Clank: Todos para uno            | Insomniac Games      |            |            |            |            |            |            |                |            |            |            |
| 2012 | The Ratchet & Clank Trilogy HD             | Insomniac Games      |            |            |            |            |            |            |                |            |            |            |
| 2014 | The Ratchet & Clank Trilogy HD             | Idol Minds           |            |            |            |            |            |            |                |            |            |            |
| 2012 | Ratchet & Clank: QForce                    | Insomniac Games      |            |            |            |            |            |            |                |            |            |            |
| 2013 | Ratchet: Gladiator HD                      | Insomniac Games      |            |            |            |            |            |            |                |            |            |            |
| 2013 | Ratchet & Clank: Before the Nexus          | Darkside Game Studio |            |            |            |            |            |            |                |            |            |            |
| 2013 | Ratchet & Clank: Nexus                     | Insomniac Games      |            |            |            |            |            |            |                |            |            |            |
| 2016 | Ratchet & Clank                            | Insomniac Games      |            |            |            |            |            |            |                |            |            |            |
| 2021 | Ratchet & Clank: Una dimensión aparte      | Insomniac Games      |            |            |            |            |            |            |                |            |            |            |

## Características
La serie destaca por ofrecer aventuras de acción con gráficos 3D, que combinan varios géneros como las plataformas, shooter en primera y tercera persona, conducción, puzles y pilotaje. A pesar de la mezcla de géneros tan dispares, todos están muy bien dosificados y ayudan a que las aventuras no caigan en la monotonía, pues continuamente el jugador se enfrenta a nuevos retos totalmente diferentes a los anteriores. Aunque también hay que aclarar que, a excepción del primer videojuego de la serie (Ratchet & Clank, de PlayStation 2 aparecido en 2000), las siguientes entregas han visto más reducidas las zonas plataformeras, en favor a la acción con disparos.
El desarrollo es prácticamente igual en todos los juegos. El jugador controla a Ratchet por unos mundos construidos en 3D, explorándolos, derrotando enemigos, consiguiendo nuevo armamento, objetos ocultos y desarrollando la trama. A medida que la historia avanza, se abre la posibilidad de partir hacia nuevos planetas (mediante un mapa), en donde vivir más aventuras, con nuevos y más secretos por descubrir. Principalmente el jugador controla a Ratchet, pero en algunas ocasiones puede controlar a Clank (su amigo robot que siempre lleva en la espalda) en algunas misiones.
Uno de los mayores atractivos es el amplio arsenal de armas que Ratchet puede ir encontrando o comprando en los distintos establecimientos. A las variaciones de las clásicas armas de fuego como pistolas duales, lanzacohetes, lanzagranadas o fusiles de plasma, se suman armas muy cómicas y absurdas como el "Ovejeitor", que convierte a los enemigos en dóciles ovejas; el "Burlófono", con el que pueden atraer a los enemigos con sonidos graciosos a modo de burla; o el "Guante perdición", que convoca a pequeños robotitos para que persigan y aniquilen a los enemigos. Cada entrega de la serie ofrece nuevas armas, tanto en variedad como en número, por lo que en las últimas entregas Ratchet puede conseguir prácticamente una veintena de armas diferentes. Hay que mencionar un arma en concreto conocida como T.A.U.N. (RYNO en su versión original). T.A.U.N. son las siglas de la frase "Te abro una nueva", y es el arma más poderosa de la galaxia. Sin embargo, en todos los juegos, aunque el arma ha llevado el mismo nombre, tanto su aspecto como su efectividad han variado, por tanto, aunque comparta el nombre, el arma es totalmente diferente en cada juego. En cada juego, el T.A.U.N. lleva un número asignado correspondiente a la entrega a la que el jugador está jugando (T.A.U.N. en el primer juego, T.A.U.N. II en la segunda entrega, etc). A partir de la segunda entrega, las armas pueden adquirir puntos de experiencia derrotando a los enemigos. Al subir de nivel, su potencia aumenta y es posible adquirir nuevas características.
La serie también ha destacado por presentar una galería de personajes de lo más curioso e interesante. Aparte de los dos protagonistas (Ratchet y Clank), tenemos al Capitán Qwark, un estrafalario "superhéroe" que ha aparecido, de un modo u otro, en todos los juegos de la serie, ya sea como héroe, villano o simple cameo. Es un personaje que se define a sí mismo como un superhéroe de la galaxia, aunque sus métodos no son todo lo limpios y justos como debería, ya que incluso en dos ocasiones trató de matar a Ratchet y a Clank. De todos modos, y aunque no tenga mucha lógica, se hicieron amigos.
Los villanos en los juegos de la serie han ido variando, pero se puede destacar uno en particular, el Doctor Nefarius, que además ha aparecido en cuatro de los juegos de la serie. Nefarius fue convertido en un robot por culpa del Capitán Qwark, y desde entonces, odia todo ser viviente de materia orgánica (los define como "blandengues"). Sin embargo, si se analiza la psicología de Nefarius, se puede comprobar que, más que villano, es un "personaje bueno que quiere ser malo" sin conseguirlo, ya que sus planes nunca le salen bien. Este villano se hizo tan popular que, incluso, aparece como uno de los protagonistas y personaje jugable en Ratchet & Clank: Todos para uno.
Como se ha mencionado antes, la serie también ofrece partes de conducción. Ratchet puede correr a bordo de turbo-tablas de skate, pilotar naves de combate y destruir enemigos en el espacio o sobre el terreno, conducir vehículos por el desierto, entre otros muchos más. La jugabilidad de estas fases es muy sencilla y asequible, muy bien pensada para jugadores de todas las edades.
Hay que decir también que, a pesar del elevado número de armas y destrucción que existe en esta serie, sumado al hecho de que hay algunos personajes (buenos o villanos) que mueren, el juego está catalogado para todos los públicos, debido a que no hay violencia explícita y la mayoría de enemigos son robots o monstruos.

## Banda sonora
El compositor de origen francés David Bergeaud se encargó de componer la banda sonora de los ocho primeros juegos de la serie (desde 2001 hasta 2007), aunque regresó para producir algunos temas para el minijuego Ratchet & Clank: Before the Nexus de dispositivos IOS y Android (2013). Fue sustituido por Boris Salchow en Ratchet & Clank: Atrapados en el tiempo (2009), su única participación en la serie. La banda sonora de los últimos juegos aparecidos hasta el momento, Ratchet & Clank: Todos para uno, Ratchet & Clank: QForce (2012) y Ratchet & Clank: Nexus (2013), ha sido compuesta por Michael Bross.

## Película
Una película de animación se anunció el 23 de abril de 2013, y fue estrenada en cines en abril de 2016. La película fue desarrollada por los estudios de Rainmaker Entertainment, junto con sus desarrolladores originales Insomniac Games y Sony Computer Entertainment. La película se presentó en 3D CGI. El argumento de la película se basa en el primer videojuego original de Playstation 2, pero algo modificada. Al mismo tiempo se puso a la venta también un videojuego para PlayStation 4 basado en esta reinterpretación.

## Personajes
- Ratchet
- Clank

Qwark
.

### Series similares
- Jak and Daxter
- Sly Cooper
- Spyro the Dragon
- Crash Bandicoot